# Oula
Oula ist sowohl eine Gemeinde (französisch commune rurale) als auch ein dasselbe Gebiet umfassendes Departement im westafrikanischen Staat Burkina Faso, in der Region Nord und der Provinz Yatenga. Die Gemeinde hat 45.129 Einwohner.